# Кшивча (гмина)
Кшивча (пол. Krzywcza) — сельская гмина (волость) в Польше, входит как административная единица в Перемышльский повет, Подкарпатское воеводство. Население — 4969 человек (на 2004 год).

## Демография
| Перепись                       | Всего   | Всего | Женщины | Женщины | Мужчины | Мужчины |
| ------------------------------ | ------- | ----- | ------- | ------- | ------- | ------- |
| Единицы                        | человек | %     | человек | %       | человек | %       |
| Население                      | 4969    | 100   | 2449    | 49,3    | 2520    | 50,7    |
| Плотность населения (чел./км²) | 52,6    | 52,6  | 25,9    | 25,9    | 26,7    | 26,7    |

## Сельские округа
1. Бабице
2. Бахув
3. Хыжина
4. Кшивча
5. Купна
6. Речполь
7. Рушельчице
8. Скопув
9. Сьредня
10. Воля-Кшивецка
11. 2006

## Соседние гмины
1. Гмина Бирча
2. Гмина Дубецко
3. Гмина Красичин
4. Гмина Прухник
5. Гмина Пшемысль
6. Гмина Рокетница
7. Гмина Розвеница